# Tomiichi Murayama
Tomiichi Murayama (Murayama Tomi'ichi) (født 3. marts 1924 i Ōita) er en japansk politiker som var landets 81. premierminister i perioden mellem 30. juni 1994 og 11. januar 1996. Han var den første socialistiske premierminister i Japan i over halvtreds år. Han er mest kendt i dag for sin tale ved markeringen af 50 år efter afslutningen af 2. verdenskrig holdt den 15. august 1995, hvor han offentligt undskyldte Japans handlinger begået under krigen.